# Кабриолет
Кабриолет, кабрио, открита кола или кола със сваляем или без покрив е вид кола, чийто покрив може да се сваля или вдига (слага) при нужда. Кабриолети еволюират от файтоните, които нямат странични прозорци, и в някои случаи имат сваляеми панели от плат или друг материал, които защитават пътниците от дъжд и студ и т.н. Полу-кабриолет е подобен на кабриолета и също има свалящ се покрив (гюрук), но има пълни прозорци с рамки на вратите, за разлика от кабриолетите които са без фиксирани прозоречни рамки и прозорците се прибират напълно за още по-приятно усещане при шофиране. Типичен пример за това са колите с Тарга покриви.
Конструкциите на покривите при кабриолетите широко варират и са се развили от най-ранните модели, където покривите са разглобяеми или отделими. Съвременни покриви често са на панти и се сгъват, или във вдлъбнатина зад задните седалки, или в багажника на превозното средство. Покривът може да прибира ръчно или автоматично чрез хидравлични или електрически задвижвания. Самият покрив може да бъде изработен от мек или твърд материал. Меки покриви (гюруци) се изработват от винил, платно или други текстилни материали, докато твърдите покриви са изработени от стомана, алуминий, пластмаса или други твърди материали.
Повечето кабриолети са с две врати, но съществуват и малка бройка модели с четири врати.
Кабриолет често са наричани роудстър, кабрио или открита кола.